# Otinoves
Otinoves település Csehországban, a Prostějovi járásban. Otinoves Rozstání, Niva, Drahany, Březina, Nové Sady és Studnice településekkel határos. Lakosainak száma 282 fő (2024. január 1.).

## Népesség
A település lakosságának változását az alábbi diagram mutatja:
| Lakosok száma | 1225 | 1235 | 1226 | 517  | 390  | 296  | 291  | 275  | 281  | 282  |
|               | 1869 | 1890 | 1921 | 1950 | 1980 | 2001 | 2017 | 2019 | 2022 | 2024 |